# Anders Tidström
Anders Tidström (Mariestad 1723 - 1779) fue un mineralogista y químico sueco. 
Era hijo del alfarero Philip Tidström y de su esposa María Ram. En 1731, se inscribió en la escuela Mariestads; y, luego continuó sus estudios en Skara. Y estuvo allá hasta 1744, cuando se matriculó en la Universidad de Upsala. En su tesis, se ocupó con el nacimiento de la ciudad y obtuvo el PhD el 23 de diciembre de 1748.
Se inscribió en nación cofradía Västgöta, Upsala y su "inclinación y el deseo" de la ciencia, comenzó a asistir a Linneo en sus  conferencias privadas, y entre los años 1749 y 1753 también a sus colegios privados.